# Anyphaena numida
Anyphaena numida là một loài nhện trong họ Anyphaenidae.
Loài này thuộc chi Anyphaena. Anyphaena numida được Eugène Simon miêu tả năm 1897.